# Чарапе
Чарапе (тур. Çorap) или бјечве представљају текстилне предмете које се навлаче на стопала (када се обично називају назувице), поткољеницу (сокне и доколенице) а понекад и наткољеницу. Оне чувају ногу, да нога остане топла зими, а љети да се не узноји. Чарапе такође чувају ногу од жуљева који се могу стећи трењем о ципеле. Чарапе се обично праве од вуне, памука, најлона и разних синтетика, зависно од предвиђене им сврхе. Ако ли је сврха чувати ногу од хладноће, онда се употребљава по правилу вуна. Спортске чарапе се обично праве од памука или синтетике. Свечане женске чарапе су најчешће начињене од најлона. Знају бити и чипкане.   Кад се оспу (поцијепају), обично по петама или прстима, у данашње време обично се више не поправљају (крпе) као што се то радило некад, већ се најчешће друге купују.
Једна од улога чарапа је упијање зноја. Стопало је међу највећим произвођачима зноја у телу, може произвести преко 0,25 US pt (0,12 L) зноја дневно; чарапе помажу да се апсорбује овај зној и да се привуче у области где ваздух може да испари зној. У хладним окружењима, чарапе направљене од памука или вуне помажу у загревању хладних стопала, што заузврат помаже у смањењу ризика од промрзлина. Танке чарапе се најчешће носе у летњим месецима како би ноге биле хладне. Чарапе светлих боја се обично носе са спортским ципелама, а тамне чарапе са ципелама (често црне или тамноплаве чарапе).

## Етимологија
Модерна енглеска реч sock је изведена од староенглеске речи socc, што значи „лагана папуча”. Ово потиче од латинске речи soccus, термина који описује „лагану ципелу са ниском потпетицом“ коју су носили римски комични глумци, и која је изведена из старогрчке речи sykchos.

## Историја
Чарапе су еволуирале вековима од најранијих модела, који су се правили од животињских кожа скупљених и везаних око чланака. Пошто је производња чарапа била релативно дуготрајна у прединдустријским временима, дуго су их користили само богати. Сиромашни су носили обојке, једноставне тканине омотане око стопала. Оне су остале у употреби у источноевропским војскама до краја 20. века.
Према грчком песнику Хесиоду, у 8. веку пре нове ере, стари Грци су носили чарапе зване „пилој“, које су биле направљене од спарене животињске длаке. Римљани су такође обавијали своја стопала кожом или тканим платнима. Отприлике у 2. веку, Римљани су почели да шију тканине заједно правећи удобне чарапе зване „udones“. До 5. века нове ере, свети људи у Европи су носили чарапе зване „пати” као симбол чистоће.
Током средњег века, дужина панталона је продужена и чарапа је постала уска тканина јарких боја која је покривала доњи део ногавице. Пошто чарапе нису имале еластичну траку, преко чарапа су се стављале подвезице како не би падале. Када су панталоне постале краће, чарапе су почеле да постају дуже (и скупље). До 1000. године, чарапе су постале симбол богатства међу племством. Од 16. века па надаље, орнаментални дизајн на зглобу или бочној страни чарапе назива се „сат”.

## Производња
Чарапе се могу направити од широког спектра материјала, као што су памук, вуна, најлон, акрил, полиестер, олефини (као што је полипропилен). Да би се добио повећан ниво мекоће, други материјали који се могу користити током процеса могу бити свила, бамбус, лан, кашмир или мохер. Опсег разноврсности боја чарапа може да обухвата било које боје које дизајнери намеравају да направе чарапу приликом њеног креирања. Понекад уметнички елементи доспевају и на чарапе да би се побољшао њихов изглед. Чарапе у боји могу бити кључни део спортске униформе, омогућавајући тимовима играча да се разликују када су им само ноге јасно видљиве.
Форт Пејн, Алабама, сматра се „светском престоницом чарапа“ јер је скоро половина чарапа произведених почетком 21. века овде направљена. Индустрија чарапа Форт Пејна запошљавала је око 7000 радника на свом врхунцу око 2000. године. Форт Пејн, иако још увек један од највећих произвођача чарапа, производи само четвртину чарапа, изгубио је ту титулу у корист Датанга.
Округ Датанг на нивоу општине у граду Џуји у провинцији Џеђанг, Народна Република Кина, постао је познат као Град чарапа. Град тренутно производи 8 милијарди пари чарапа сваке године, трећину светске производње чарапа, ефективно стварајући два пара чарапа за сваку особу на планети у 2011. години.

## Стилови
Чарапе се производе у различитим дужинама. Скривене, ниске чарапе и чарапе до глежња протежу се до глежња или ниже и често се носе лежерно или за спортску употребу. Скривене и деколтиране чарапе су дизајниране да створе изглед босих ногу када се носе са ципелама (чарапа се не види). Доколенице се понекад повезују са свечаном одећом или као део униформе, на пример у спорту (као што су фудбал и бејзбол) или као део школског кодекса облачења или униформе омладинске групе. Чарапе изнад колена или чарапе које се протежу више (чарапе до бутина) понекад се називају женским одећом у данашње време. Носила су их деца, дечаци и девојчице, током касног 19. и почетка 20. века; иако је популарност веома варирала од земље до земље. Када их носе одрасле жене, чарапе до колена или до бутина могу постати предмет сексуалне привлачности и фетишизма неких људи. Лајнер чарапе су чарапе које се носе испод друге чарапе са намером да се спрече пликови.
Чарапе са прстима покривају сваки прст појединачно на исти начин на који је прст умотан у рукавицу, док друге чарапе имају једну преграду за велики прст и једну за остатак, као поједностављене рукавице. Такве чарапе Јапанци зову таби, док други делови света то једноставно зову чарапе са подељеним прстима. Оба ова типа чарапа омогућавају да се уз чарапе носе јапанке.
Кру чарапе су кратке и дебеле или танке свакодневне чарапе. Те чарапе су обично ребрасте на врху чланака. Могу се користити као начин да се загреју ноге ако се повуку до краја.

## Величине
Иако се генерално држи обрасца поделе на величине мале-средње-велике, итд, којем распону величина ципела те величине чарапа одговарају, варира на различитим тржиштима. Неке стандарде величине координирају тела која постављају стандарде, док су друге произашле из обичаја. Дужина чарапа варира, од висине до глежња до бутина.

## Галерија
- Чарапе, део народне ношње, из Народног музеја у Крушевцу